# Чинкшор
Чинкшор (рум. Cincșor) — село у повіті Брашов в Румунії. Входить до складу комуни Войла.
Село розташоване на відстані 184 км на північний захід від Бухареста, 63 км на захід від Брашова, 141 км на південний схід від Клуж-Напоки.

## Населення
За даними перепису населення 2002 року у селі проживала 651 особа.
Національний склад населення села:
| Національність | Кількість осіб | Відсоток |
| -------------- | -------------- | -------- |
| румуни         | 597            | 91,7%    |
| німці          | 31             | 4,8%     |
| угорці         | 13             | 2,0%     |
| цигани         | 10             | 1,5%     |

Рідною мовою назвали:
| Мова      | Кількість осіб | Відсоток |
| --------- | -------------- | -------- |
| румунська | 609            | 93,5%    |
| німецька  | 28             | 4,3%     |
| угорська  | 13             | 2,0%     |